# Usina Nuclear de Cattenom

A Usina Nuclear de Cattenom é uma usina nuclear situada no Grand Est, comuna Cattenom, na França, no Rio Mosela entre Thionville (7 km a montante) e Trier (48 km a jusante). Ela está perto da cidade de Luxemburgo (22 km) e Metz (32 km).

## Descrição
A instalação é composta de 4 reatores de água pressurizada que foram todos construídos entre 1979 e 1991, e têm uma potência elétrica de 1300 MW cada. A usina é relativamente moderna e grande. Em 2006 foi a terceira maior produtora de eletricidade (34 TWh) dentree as usinas nucleares na França atrás de Gravelines (38.5 TWh) e Paluel (34.9 TWh).
A unidade emprega cerca de 1.200 trabalhadores e cerca de 1.000 mais durante o tempo de interrupção (para realizar os serviços de manutenção).
A estação recebeu a sua certificação ISO 14001  em 2005, e ganhou seu ISO 9001 e OHSAS 18001 em 2007.

### Refrigeração
A usina utiliza 4 torres de resfriamento que utilizam 890.000.000 m3 de água do Mosela anualmente. Além disso, uma reserva de água no local, o Lago Mirgenbach, foi criada. A criação deste lago conduziu à inundação das partes subterrâneas da Ouvrage Kobenbusch, parte da Linha Maginot. Em 1985, um lago artificial também criado no vale Pierre-Percée em Vosges.
Durante a onda de calor na europa em 2003 , permitiu-se despejar a água com calor residual usada para o resfriamento diretamente no rio Mosela. O aquecimento da água, nestes casos, é limitada a 1,5 graus Celsius por decreto prefeitoral. Aquecimento de 2,2 graus foi provocado acidentalmente  uma vez.

## Eventos
- Em Março de 2001, o edifício do reator da Unidade 3, foi evacuada com 131 pessoas, aparentemente devido a um falso alarme. Ninguém ficou ferido e não houve nenhum lançamento de radiação.[2]
- Oito trabalhadores foram expostos à radiação em Março de 2005.[3]
- Em 12 de Março de 2008, um empregado foi exposto a cerca de 1/20 do máximo dose anual permitida.[4]
- Em 28 de fevereiro de 2013, dois trabalhadores por contrato morreram e um terceira ficou seriamente ferido em um acidente durante o trabalho de manutenção no edifício do reator. Eles estavam trabalhando em uma plataforma que parece ter se soltado causando a queda dos trabalhadores por vários metros até o chão abaixo.[5]
- Em 7 de junho de 2013, o transformador da unidade 1 pegou fogo. O bloco ligou-se automaticamente e ninguém ficou ferido.[6]
- Em 11 de junho de 2013, o transformador da unidade 3 pegou fogo.[7] Bifenilpoliclorado foi usado na construção do transformador, que é conhecido por ser tóxico e cancerígeno quando inalado.[8]
- Na noite de 31 de janeiro de 2017, por volta das 10 da noite, um edifício administrativo pegou fogo. Os reatores não foram desligados e continuaram em operação normal após o incêndio. [9]

Esta lista não pretende ser completa. As referências incluem a lista oficial da ASN, que nomeia 88 eventos entre Março de 2000 e Março de 2008.

## Resistência à terremotos
O Ministério da Ecologia declarou que a área em torno de Cattenom tem um risco muito baixo de ocorrência de terremotos.